# Și caii sunt verzi pe pereți
Și caii sunt verzi pe pereți este un film românesc din 2012 regizat de Dan Chișu după propriul scenariu. Rolurile principale au fost interpretate de actorii Adrian Titieni, Tudor Smoleanu, Anca Florescu și Ionuț Vișan.

## Distribuție
Distribuția filmului este alcătuită din: